# Wiren
Wiren es una película dramática surinamesa de 2018 dirigida por Ivan Tai-Apin. Fue seleccionada como la entrada de Surinam a la Mejor Película Internacional en los 93.ª edición de los Premios Óscar, pero no fue nominada. Era la primera vez que Surinam hacía una presentación en la categoría.

## Sinopsis
Un niño sordo lucha contra la discriminación en Surinam.

## Reparto
- Rafe Leysner como El joven Wiren
- Altaafkhan Dhonre como Wiren adolescente
- Idi Lemmers como Wiren adulto
- Gaby Treurniet como Lily
- Helianthe Redan como Miss Landbrug
- Erwin Emanuels como El padre de Lily
- Consuelo Denz como La abogada Francisca
- Anthony Frazier como Doctor Young